# Procerura montana
Procerura montana är en urinsektsart som beskrevs av John Tenison Salmon 1941. Procerura montana ingår i släktet Procerura och familjen Isotomidae. Inga underarter finns listade i Catalogue of Life.